# Autrey-lès-Gray
Autrey-lès-Gray ist eine französische Gemeinde im Département Haute-Saône in der Region Bourgogne-Franche-Comté. Sie gehört zum Arrondissement Vesoul und zum Kanton Dampierre-sur-Salon.

## Geographie
Autrey-lès-Gray liegt auf einer Höhe von 215 m über dem Meeresspiegel, neun Kilometer nordwestlich von Gray und etwa 40 Kilometer nordöstlich der Stadt Dijon (Luftlinie). Das Dorf erstreckt sich im äußersten Westen des Départements, in der Plateaulandschaft nordwestlich des Saônetals, in der Talmulde der Soufroide.
Die Fläche des 32,40 km² großen Gemeindegebiets umfasst einen Abschnitt im Bereich des Plateaus nordwestlich des Saônetals. Der zentrale Teil des Gebietes wird von der Talmulde der Soufroide eingenommen, die für die Entwässerung nach Südosten zur Saône sorgt. Die Talniederung liegt auf durchschnittlich 210 m und weist eine Breite von rund 500 Metern auf. Sie ist ungefähr 20 m tief in das umgebende Plateau eingesenkt.
Das Plateau besteht aus einer Wechsellagerung von kalkigen und sandig-mergeligen Sedimenten des Oberjura und des Tertiär. Es wird durch verschiedene Mulden untergliedert, die sich zum Tal der Soufroide öffnen. Allerdings zeigen sie keine oberirdischen Fließgewässer, weil das Niederschlagswasser im verkarsteten Untergrund versickert. Auf dem Plateau herrscht landwirtschaftliche Nutzung vor. Mit 254 m wird auf einer Kuppe nördlich des Dorfes die höchste Erhebung von Autrey-lès-Gray erreicht. Nach Südwesten erstreckt sich das Gemeindeareal in die Waldung von Le Bouchot und mit einem langen schmalen Zipfel weit südwärts, wobei es das Forstgebiet der Forêt d’Autrey (bis 248 m) umfasst.
Zu Autrey-lès-Gray gehört die Weilersiedlung La Fontaine-à-l'Âne (233 m) auf dem Plateau am Nordrand der Forêt d’Autrey. Nachbargemeinden von Autrey-lès-Gray sind Saint-Seine-sur-Vingeanne, Fahy-lès-Autrey und Auvet-et-la-Chapelotte im Norden, Bouhans-et-Feurg im Osten, Poyans, Mantoche und Essertenne-et-Cecey im Süden sowie Champagne-sur-Vingeanne und Broye-les-Loups-et-Verfontaine im Westen.

## Geschichte
Erstmals urkundlich erwähnt wurde Autrey bereits im Jahr 630 unter dem Namen Villa Alteriacum, als Amalgaire den Ort dem Kloster Bèze überließ. Der Ortsname geht vermutlich auf das lateinische Wort altaria (Altar) zurück und weist auf einen Kultort der Merowingerzeit hin. Im Mittelalter gehörte das Dorf zur Freigrafschaft Burgund und darin zum Gebiet des Bailliage d’Amont. Die lokale Herrschaft hatten seit ungefähr 1160 die Herren von Vergy inne. Auf Veranlassung von Saint-Étienne de Dijon wurde die erste Kirche im Jahr 1156 errichtet. Das Priorat von Autrey wurde 1200 urkundlich erwähnt. Ferner gab es hier auch ein Haus des Templerordens.
Zusammen mit der Franche-Comté gelangte Autrey mit dem Frieden von Nimwegen 1678 definitiv an Frankreich. Zur Zeit der Französischen Revolution (1789) wurde der Nachbarort Fahy-lès-Autrey mit Autrey-lès-Gray fusioniert, jedoch bereits 1821 wieder abgetrennt und erneut zur eigenständigen Gemeinde erhoben. Im 19. Jahrhundert prägte eine Gießerei das dörfliche Leben. Ende des 19. Jahrhunderts wurde Autrey-lès-Gray mit der Eröffnung der Bahnlinie von Gray nach Is-sur-Tille an das Verkehrsnetz der französischen Eisenbahnen angeschlossen. Heute ist Autrey-lès-Gray Teil des Gemeindeverbandes Val de Gray.

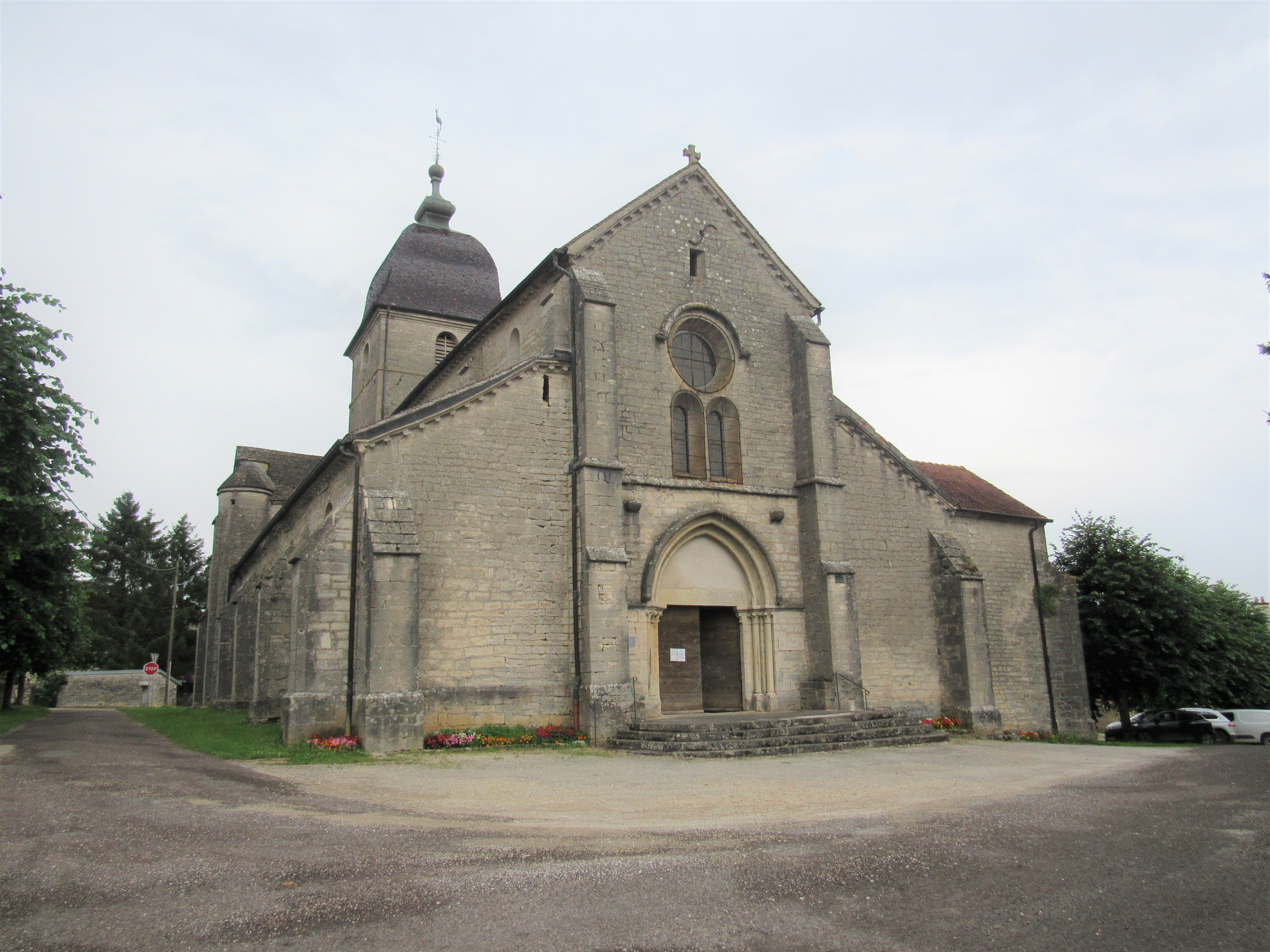
Kirche Saint-Didier

## Sehenswürdigkeiten
Die Kirche Saint-Didier in Autrey-lès-Gray wurde im 12. und 13. Jahrhundert erbaut und zeigt einen Stil im Übergangsbereich von der Romanik zur Frühgotik. Zur wertvollen Ausstattung gehören eine Statue des heiligen Didier (15. Jahrhundert), Fresken aus dem 16. Jahrhundert, Mobiliar, Gemälde und Statuen aus dem 17. und 18. Jahrhundert sowie zahlreiche Grabplatten. Neben der Kirche steht ein Kalvarienberg, der auf das Jahr 1605 datiert ist.
Überreste des ehemaligen Schlosses der Herren von Vergy sind erhalten. In den ehemaligen Prioratsgebäuden aus dem 16. und 17. Jahrhundert ist das Pfarrhaus untergebracht. Aus dem 19. Jahrhundert stammt das Lavoir, dessen Dach von zahlreichen Säulen getragen wird. Es diente einst als Waschhaus und Viehtränke.

## Bevölkerung
Mit 386 Einwohnern (1. Januar 2022) gehört Autrey-lès-Gray zu den kleineren Gemeinden des Départements Haute-Saône. Nachdem die Einwohnerzahl in der ersten Hälfte des 20. Jahrhunderts deutlich abgenommen hatte (1881 wurden noch 1008 Personen gezählt), wurden seit Beginn der 1960er Jahre nur noch geringe Schwankungen verzeichnet.
| Jahr                       | 1962 | 1968 | 1975 | 1982 | 1990 | 1999 | 2006 | 2014 | 2020 |
| -------------------------- | ---- | ---- | ---- | ---- | ---- | ---- | ---- | ---- | ---- |
| Einwohner                  | 533  | 509  | 500  | 482  | 505  | 497  | 461  | 390  | 385  |
| Quellen: Cassini und INSEE |      |      |      |      |      |      |      |      |      |

## Wirtschaft und Infrastruktur
Autrey-lès-Gray war lange Zeit ein vorwiegend durch die Landwirtschaft (Ackerbau, Obstbau und Viehzucht) und die Forstwirtschaft geprägtes Dorf. Daneben waren die Gießerei und Mühlen von Bedeutung. Heute gibt es verschiedene Betriebe des lokalen Kleingewerbes, vor allem in der Feinmechanik und dem Baugewerbe. In den letzten Jahrzehnten hat sich das Dorf zu einer Wohngemeinde gewandelt. Viele Erwerbstätige sind deshalb Wegpendler, die in den größeren Ortschaften der Umgebung ihrer Arbeit nachgehen.
Die Ortschaft liegt abseits der größeren Durchgangsachsen an einer Departementsstraße, die von Gray nach Fontaine-Française führt. Weitere Straßenverbindungen bestehen mit Broye-les-Loups, Poyans, Fahy-lès-Autrey und Auvet.